# Дюфур, Юг
Юг Дюфур (фр. Hugues Dufourt, 28 сентября 1943, Лион) — французский композитор, музыковед и философ, один из основателей спектральной музыки.

## Биография
Музыкальное образование получил в Женевской Консерватории, где учился в классе фортепиано Луи Хильтбранда (1961—1968) и изучал композицию и электро-акустическую музыку под руководством Жака Гийоне. Параллельно изучал философию, был учеником Франсуа Гагоне и Жиля Делёза.
В 1967 начал преподавать философию в Лионском университете. В 1973 вступает в CNRS (Национальный центр научных исследований). В 1975—1981 является участником ансамбля L'Itinéraire. В 1977 вместе с Тристаном Мюраєм и Аленом Банкаром основывает «Коллектив инструментальных поисков и звукового синтеза» CRISS (Collectif de Recherche et Instrumentale de Syntèse Sonore).
В 1977 ансамблем Percussions de Strasbourg под руководством Джузеппе Синополи было выполнено произведение Erewhon. В 1979 в IRCAM под руководством Петера Этвеша — «Сатурн» для 24 инструментов.
С 1982 по 1998 год Дюфур возглавлял Центр информации и документации «Музыкальных исследований», который стал совместным исследовательским подразделением с участием CNRS, Эколь Нормаль и IRCAMа.

## Творчество
В 1970 годы Дюфур был одним из основателей спектральной музыки, в основе которой лежит детальный анализ внутренней жизни звука, визуализированное через спектрограму с помощью компьютера. Эволюция формант гармонического спектра берется за модель, которую композитор может инструментировать свободно и использовать как звуковой материал произведения. Дюфур является теоретиком данного направления, именно он предложил термин «спектральная музыка». Дюфур противопоставляет спектральную музыку серийной. В отличие от серийной музыки, которая является «искусством яркости и контраста» и базируется на насилии, спектральная музыка стремится к непрерывности, медленных трансформаций и переходов. Дюфур как композитор исходит из более широкого и абстрактного определения спектра — его больше привлекают не столько новые краски, как нестабильность, которую тембр вносит в искусство оркестровки и возможность создания форм через эволюцию масс и разрывов. Он экспериментирует с нетрадиционными «неортодоксальными» дублированиями, сочетает тембры, которые, согласно классической инструментовке, не сочетаются.
Много произведений Дюфура написаны под воздействием картин выдающихся художников разных эпох, таких как Брейгель, Джорджоне, Рембрандт, Пуссен, Ван Гог, Поллок и др.

## Основные произведения
- 1968 — Brisants для фортепиано и ансамбля
- 1976 — Erewhon для 6 ударных
- 1977 — La Tempête d'après Giorgione для ансамбля
- 1978 — Antiphysis для флейты и камерного ансамбля
- 1979 — Saturne для музыкантов 24
- 1980-1984 — Surgir для оркестра
- 1985 — La mort de Procris для 12 смешанных голосов a cappella
- 1986 — Hommage à Charles Nègre для 6 музыкантов
- 1986 — l'heure des Traces для камерного ансамбля
- 1992 — Le Philosophe selon Rembrandt для оркестра
- 1992-1993 — Lucifer d'après Pollock для оркестра
- 1993 — Quatuor de Saxophones
- 1995 — An Schwager Kronos для фортепиано
- 1995 — Dédale опера
- 1996 — l'espace aux Ombres для 16 музыкантов
- 1996-1997 — La maison du Sourd для флейты с оркестром
- 1997 — La Cité des saules для электрогитары
- 2000 — Rastlose Liebe для фортепиано
- 2000 — Lucifer d'après Pollock для оркестра
- 2001 — La Gondole sur la lagune d'après Guardi для оркестра
- 2001 — Les Chasseurs dans la neige d'après Bruegel для оркестра
- 2003-2004 — Le Cyprès blanc для альта и большого оркестра
- 2004 — L'Origine du monde для фортепиано и 14 инструментов
- 2005 — L'Afrique d'après Tiepolo для фортепиано и ансамбля
- 2005 — Soleil de proie для двух фортепиано
- 2006 — Erlkönig для фортепиано
- 2006 — Au plus haut faîte de l'instant для гобоя с оркестром
- 2008 — Duel à coups de gourdin для флейты
- 2008 — La ligne gravissant la chute. Hommage à Chopin для фортепиано
- 2008 — Dawn Flight для струнного квартета
- 2009 — L'Asie d'après Tiepolo для ансамбля
- 2009 — Les Chardons d'après Van Gogh для альта и камерного оркестра
- 2010 — Uneasiness для струнного квартета
- 2010 — Voyage par-delà les fleuves et les monts для оркестра
- 2010 — L'Essence intime des choses pour для меццо-сопрано и фортепиано
- 2010 — La Sieste du lettré для флейты, фортепиано и виброфона
- 2011 — l'europe d'après Tiepolo для ансамбля
- 2011 — Vent d'automne для фортепиано
- 2012 — On the wings of the morning для фортепиано с оркестром
- 2014 — Burning Bright для шести перкуссионистов
- 2014 — Эти livid flames для органа
- 2015 — Le Passage du Styx d'après Patinir для большого оркестра
- 2016 — Ur-Geräusch для большого оркестра